# انتونیوس فن لوون
انتونیوس فن لوون (انگلیسی: Antonius van Loon; ۲۵ ژوئن ۱۸۸۸ – ۳ نوامبر ۱۹۶۲) ورزشکار دو و میدانی اهل پادشاهی هلند بود.